# Enxaqueca
Enxaqueca é uma cefaleia primária caracterizada por dores de cabeça recorrentes, de moderadas a graves. Geralmente a dor de cabeça afeta apenas um dos lados, é de natureza pulsátil e dura entre 2 e 72 horas. Os principais sintomas associados são náuseas, vómitos e sensibilidade à luz, ao som e ao odor. A dor geralmente agrava-se com a atividade física. Cerca de um terço das pessoas com enxaqueca veem uma aura – uma perturbação transitória visual, sensorial, motora ou na linguagem, que antecede a ocorrência de uma enxaqueca. Em alguns casos, a aura pode ocorrer sem ser seguida por enxaqueca.
Acredita-se que as enxaquecas sejam causadas por uma combinação de fatores ambientais e genéticos. Cerca de dois terços dos casos são familiares. A alteração dos níveis hormonais pode também ter algum papel, uma vez que as enxaquecas afetam ligeiramente mais rapazes do que moças antes da puberdade, mas cerca de duas a três vezes mais mulheres do que homens adultos. O risco de enxaquecas geralmente diminui durante a gravidez. O mecanismo subjacente não é totalmente compreendido. No entanto, acredita-se que envolva os nervos e vasos sanguíneos do cérebro.
O tratamento inicial recomendado consiste em evitar os fatores desencadeantes e na administração de analgésicos comuns como ibuprofeno ou paracetamol para as dores de cabeça, antieméticos para as náuseas. Nos casos em que os analgésicos não são eficazes, podem ser usados triptanos ou ergotaminas. A ingestão de cafeína pode ser eficaz. Vários medicamentos permitem prevenir a ocorrência de ataques, entre os quais metoprolol, valproato e topiramato.
As enxaquecas afetam cerca de 15% da população mundial. Geralmente têm início durante a puberdade e são mais intensas durante a meia-idade. Em algumas mulheres a ocorrência diminui após a menopausa. A condição é uma das causas mais comuns de incapacidade. Uma das primeiras descrições médicas consistente com os sintomas de enxaquecas é dada no papiro Ebers, redigido no Antigo Egito por volta de 1500 a.C.

## Etimologia
A origem da palavra enxaqueca é árabe (الشقيقة, ax-xaquica) e significa "meia cabeça". Seu sinônimo, migrânea, vem do grego antigo ημικρανίον (hêmikraníon), "metade do crânio". O termo cefaleia é utilizado para designar qualquer dor de cabeça, podendo ser ou não uma enxaqueca.

## Classificação
As cefaleias (assim como várias outras doenças) podem ser primárias ou secundárias:
- Primárias: quando tem características próprias e a recorrência da dor é a principal manifestação da doença.
- Secundárias: quando são sintomas de outras doenças como infecções (sinusites, meningites), traumas, tumores, aneurismas, alterações metabólicas ou hormonais.

Outra classificação importante é a presença ou ausência de aura. A aura é um fenômeno neurológico que inclui a ocorrência de escotomas (alterações visuais), que em geral começam poucos minutos antes do aparecimento da dor. Nem sempre esse tipo de alteração ocorre - daí a ocorrência da chamada enxaqueca sem aura, por sinal mais comum. Tais alterações ocorreriam por distúrbios elétricos negativos ao nível do córtex cerebral, em especial na região occipital, responsável pela visão.

## Sinais e sintomas
A migrânea é caracterizada por:
- Dor intensa e pulsante usualmente em apenas um dos lados da cabeça;
- Náusea e vômitos;
- Sensibilidade à luz e ao som;
- Irritabilidade e mau humor;
- Incapacidade para realização de atividades cotidianas.

Os ataques ou crises de enxaqueca variam de pessoa para pessoa, com duração de 4 a 72 horas. Algumas vítimas apresentam manifestações que precedem a crise propriamente dita em várias horas ou até por período superior a 24 horas e podem funcionar como uma espécie de "aviso". Estas manifestações incluem: distúrbios do humor (ansiedade, euforia, depressão), distúrbios do sono (sonolência, insônia), distúrbio intelectivos (embotamento mental, diminuição da concentração) e distúrbios gastrointestinais.
A maior parte dos pacientes apresentam crises de enxaqueca com "aura", que são distúrbios visuais como flashes de luz, pontos escuros na visão ou linhas em ziguezague.
Exemplos de como a visão pode ser afetada em alguns casos:

Efeitos da enxaqueca na visão
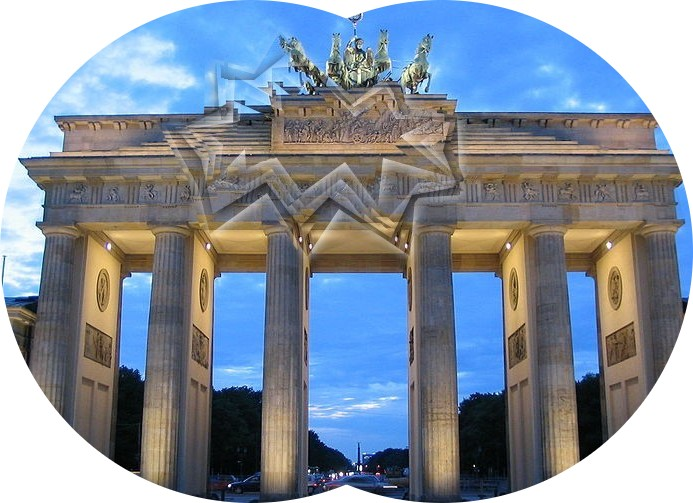
Reforço do remanescente de uma estrutura em zigzag
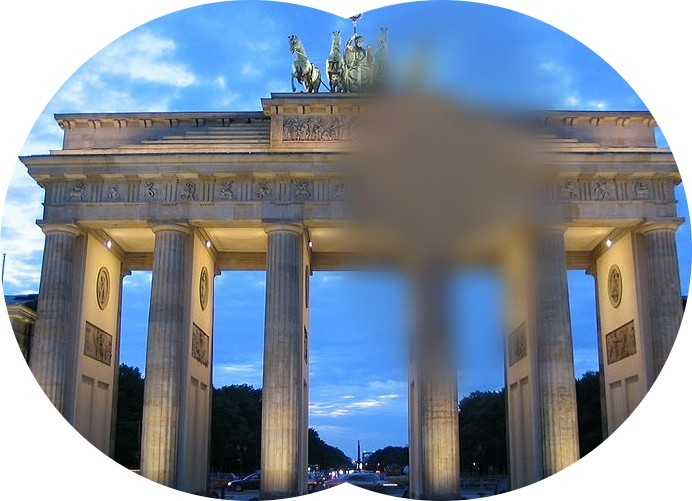
Escotoma negativo, perda da percepção de estruturas locais
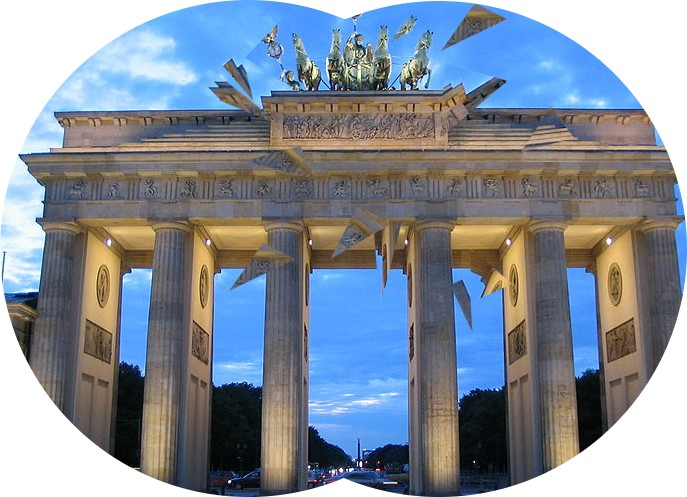
Escotoma positivo, percepção local de estruturas extras
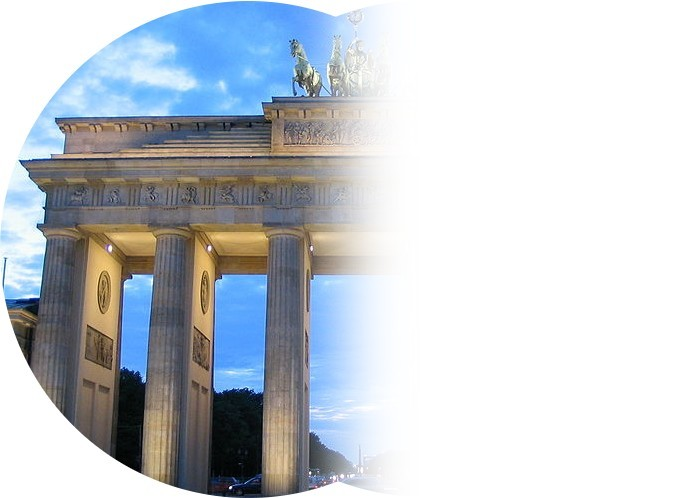
Perda de percepção em um lado

Também são relatadas alterações como perda de parte da visão em vários pontos e ver vários pontos amarelados, além da perda de foco constante.

## Causas
As enxaquecas são caracterizadas como dores de cabeça incapacitantes e persistentes, frequentemente acompanhadas por uma sensibilidade aumentada a estímulos visuais ou outros estímulos sensoriais. As razões específicas para essas enxaquecas certamente não são conhecidas, embora os cientistas aceitem que possam ser identificadas com alterações temporárias nos produtos químicos, nervos ou vasos sanguíneos no cérebro. Entretanto,  geralmente a enxaqueca primária é causada pela vasodilatação de artérias e veias cranianas que resulta na compressão de nervos sensitivos, mas pode também estar associado a regulação de serotonina pelo nervo trigêmeo (5º par cranial).
Fatores que favorecem o desenvolvimento de enxaqueca incluem:
- Vulnerabilidade genética;
- Estresse prolongado frequente;
- Poluição e cigarro;
- Barulho, odores e luzes fortes;
- Glutamato monossódico (encontrado em muitos temperos), nitratos e nitritos (carnes processadas como salsicha, salame e hambúrguer), tiramina (queijos e carnes processadas), cafeína, aspartame (um tipo de adoçante) ou álcool (especialmente vinho tinto);[22][23][24]
- Mudanças hormonais (ovulação, menstruação, pílula anticoncepcional);
- Irregularidade dos padrões de sono;
- Falta de cafeína em consumidores frequentes de café;
- Exercícios pesados em dias quentes ou com baixa umidade;
- Vasodilatadores;
- Obesidade.[25]

São mais comuns em mulheres antes do período menstrual, quando o nível de estrógeno é mais baixo. É aconselhável procurar um médico neurologista para obter um diagnóstico correto.
A enxaqueca é uma doença multifatorial, várias são as causas conhecidas pela medicina. A soma de fatores genéticos, ambientais (cigarro, poluição, variação climática, odores de perfumes e produtos químicos), hormonais, comportamentais (alto grau de exigência, oscilação do humor, irritabilidade, ansiedade, depressão), sono (dormir muito, dormir pouco) compõem os aspectos mais importantes. Existem mitos como a enxaqueca ser causada por problemas do fígado, que não são cientificamente comprovados.
Recentemente, estudos mostraram que em torno de metade dos pacientes com enxaqueca com aura apresentavam um desvio (abertura) da direita para a esquerda nas câmaras superiores do coração em virtude de uma condição congênita denominada forame oval. Uma cirurgia que envolve a inserção pela virilha de um mecanismo que fecha tal orifício cardíaco tem trazido bons resultados para cura do mal em muitos pacientes enxaquecosos portadores de tal falha congênita.
Cientistas, em 2020, descobriram que pessoas com dores de cabeça de enxaqueca parecem ter um córtex visual hiper-excitável. Os cientistas acompanharam e registraram os padrões de ondas cerebrais dos participantes quando os estímulos visuais foram apresentados - com um eletroencefalograma (EEG) e encontraram uma reação mais significativa no córtex visual entre o grupo de pacientes com enxaqueca quando os membros receberam os gradeamentos.

## Tratamento

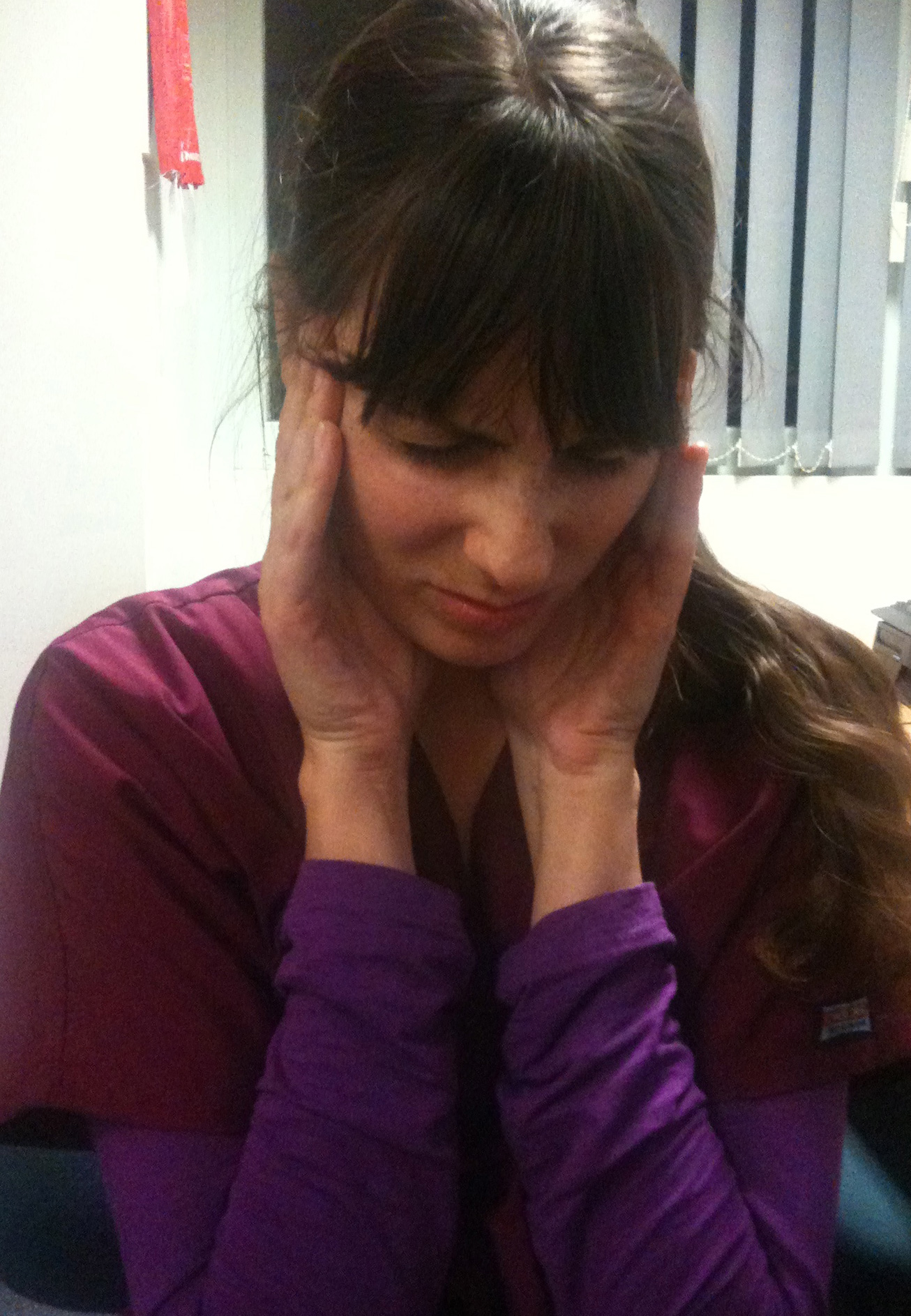
Os medicamentos mais usados são triptanos, ergotaminas e analgésicos.

O tratamento consiste em três vertentes principais: diminuição da exposição aos factores desencadeantes, controlo dos sintomas agudos e  medicação de prevenção. Quanto mais cedo são administrados os medicamentos durante uma crise, maior é a sua eficácia. No entanto, o recurso frequente à medicação pode resultar em cefaleia por uso excessivo de medicamentos, situação em que as dores de cabeça se tornam mais intensas e frequentes. Isto pode ocorrer com triptanos, ergotaminas e analgésicos, principalmente analgésicos opioides. Dado estes riscos, é recomendada a administração de analgésicos simples até um máximo de três dias por semana.

### Analgésicos
O tratamento inicial recomendado em pessoas com sintomas ligeiros a moderados é a administração de analgésicos simples, como os anti-inflamatórios não esteroides diclofenaco ou ibuprofeno, ou a combinação de paracetamol, aspirina e cafeína. A aspirina pode aliviar dores moderadas a graves, com eficácia idêntica ao sumatriptano. O cetorolaco está disponível em injeção intravenosa.
Outro tratamento eficaz com poucos riscos de efeitos adversos é a administração de paracetamol, tanto sozinho como em combinação com a metoclopramida. A metoclopramida por via intravenosa é também eficaz por si própria. Durante a gravidez, tanto o paracetamol como a metoclopramida são considerados seguros até ao terceiro trimestre.

### Triptanos
Os triptanos como o sumatriptano ou rizatriptano são eficazes para o alívio das dores e das náuseas em até 75% das pessoas. O sumatriptano é mais eficaz quando administrado em associação com naproxeno. São os fármacos de eleição para o tratamento inicial em pessoas com dores moderadas a graves ou pessoas com sintomas mais ligeiros que não respondem aos analgésicos simples. Os triptanos são comercializados em soluções orais, injectáveis, spray nasal e pastilhas solúveis. A generalidade dos triptanos aparenta ter eficácia e efeitos adversos semelhantes. No entanto, é possível que uma pessoa possa responder melhor a uns do que a outros. A maior parte dos efeitos adversos são ligeiros. No entanto, já ocorreram casos raros de isquémia coronária, pelo que não estão recomendados para pessoas com doenças cardiovasculares, com antecedentes de AVC ou com enxaquecas associadas a problemas neurológicos. Os triptanos devem ainda ser administrados com precaução em pessoas com fatores de risco para doenças vasculares. Embora por precaução não sejam recomendados em pessoas com enxaquecas basilares, não há evidências específicas de malefícios neste grupo que apoiem esta precaução. Não causam adicção, mas causam mais efeitos colaterais, inclusive dor de cabeça, quando usados por muitos dias consecutivos.

### Ergotaminas
A ergotamina e a di-hidroergotamina são medicamentos de antiga geração ainda receitados para enxaquecas, estando o último disponível em spray nasal e em solução para injeção. Aparentam ter eficácia semelhante aos triptanos. Os efeitos adversos são geralmente benignos. Aparenta ser também a opção de tratamento mais eficaz para os casos mais graves, como em pessoas com estado enxaquecoso. No entanto, causam angioespamo, incluindo angioespasmo coronário, pelo que estão contra-indicados em pessoas com doença arterial coronária.

### Outros
Entre outras possíveis opções de tratamento estão a metoclopramida por via intravenosa, proclorperazina por via intravenosa ou lidocaína por via intranasal. A metoclopramida ou a proclorperazina por via intarvenosa são o tratamento recomendado para pessoas admitidas em urgência hospitalar. O haloperidol pode também ser benéfico para este grupo. Acrescentar uma dose única de dexametasona ao tratamento de uma crise de enxaquecas está associado a uma diminuição de 26% na recorrência de dores de cabeça nas 72 horas seguintes.
Não há evidências que apoiem a eficácia da manipulação vertebral no tratamento de enxaquecas. Recomenda-se que não sejam usados opioides ou barbituratos devido à sua eficácia questionável, ao potencial de habituação e ao risco de cefaleia atribuída a uma substância.

### Em crianças
O ibuprofeno ajuda a diminuir a dor em crianças com enxaquecas. O paracetamol não aparenta ser eficaz na diminuição da dor. Os triptanos são eficazes, embora apresentam risco de efeitos adversos ligeiros, como perturbações no sabor, sintomas nasais, tonturas, fadiga, falta de energia, náuseas ou vómitos.

### Enxaquecas crónicas
Os únicos medicamentos que apresentam evidências de eficácia no tratamento de enxaquecas crónicas são o topiramato e a toxina botulínica. Embora a toxina botulínica seja eficaz no tratamento de enxaquecas crónicas, não é eficaz no tratamento de enxaquecas episódicas.

## Prognóstico
O prognóstico a longo prazo de pessoas com enxaquecas é variável. Existem quatro principais padrões de evolução da doença: ou os sintomas desaparecem completamente, ou os sintomas diminuem gradualmente com o tempo, ou os sintomas continuam com a mesma intensidade ou as crises tornam-se cada vez mais intensas e frequentes. No entanto, a condição é geralmente benigna e não está associada ao aumento de risco de morte.
As enxaquecas com aura aparentam duplicar o risco de AVC isquémico. Por outro lado, as enxaquecas sem aura não aparentam aumentar o risco. Este risco é agravado se a pessoa é um jovem adulto, do sexo feminino, se usa contracepção hormonal ou se é fumadora. A relação das enxaquecas com problemas cardiovasculares é inconclusiva, havendo apenas um estudo que apoia a existência de uma associação. No entanto, a generalidade das enxaquecas não aparenta aumentar o risco de morte por AVC ou por doença cardiovascular. A terapêutica de prevenção de enxaquecas em pessoas com enxaquecas com aura pode prevenir a ocorrência de AVCs. As enxaquecas estão também associadas à duplicação do risco de dissecção da artéria vertebral. As pessoas com enxaquecas, principalmente as mulheres, podem desenvolver um número acima da média de lesões cerebrais na substância branca de significado clínico pouco claro.
A maior parte das pessoas com enxaquecas sofre períodos de baixa produtividade resultantes da condição.

## Epidemiologia

Esperança de vida corrigida pela incapacidade para as enxaquecas por 100000 habitantes em 2004
no data
<45
45–65
65–85
85–105
105–125
125–145
145–165
165–185
185–205
205–225
225–245
>245

As enxaquecas afetam cerca de 15% da população mundial, ou cerca de mil milhões de pessoas. É mais comum entre mulheres (19%) do que entre homens (11%). Na Europa, as enxaquecas afetam entre 12 e 28% da população em dado momento da vida. Em cada ano, 6–15% dos homens adultos e 14–35% das mulheres adultas sofrem pelo menos um caso de enxaquecas. A prevalência da doença é ligeiramente menor na Ásia e em África do que nos países ocidentais. As enxaquecas crónicas aetam entre 1,4 e 2,2% da população.
A prevalência varia significativamente com a idade. A idade mais comum para o início de enxaquecas é entre os 15 e os 24 anos de idade e são mais frequentes nas pessoas entre os 35 e 45 anos de idade. A condição afeta 1,7% das crianças com 7 anos de idade e 3,9% das crianças entre os 7 e 15 anos de idade. Antes da puberdade, a condição é mais comum entre rapazes. Durante a adolescência, as enxaquecas tornam-se progressivamente mais comuns entre as mulheres. Em idosos, a condição é duas vezes mais comum entre mulheres do que entre homens. Entre mulheres, as enxaquecas sem aura são mais comuns do que as com aura, embora entre homens a frequência seja idêntica. Os sintomas geralmente agravam-se durante a perimenopausa, diminuindo de gravidade a partir daí. Embora em dois terços dos idosos os sintomas desapareçam, entre 3–10% dos casos são persistentes.